# Ural (Schiff, 1988)
Die Ural (Kennung: SSW-33; Projekt 1941) war ein Aufklärungsschiff der sowjetischen und russischen Marine mit der gleichen Rumpfkonstruktion wie die Kirow-Klasse.
Da die Sowjetunion nahe dem US-amerikanischen Raketentestgelände auf dem Kwajalein-Atoll keine Basen oder Aufklärungsstationen hatte, fühlte sich die sowjetische Führung in den 1970er-Jahren dazu genötigt, ein großes Aufklärungsschiff zu entwickeln. Die Kiellegung des Schiffes erfolgte am 25. Juli 1981 in Leningrad, im Mai 1983 lief es vom Stapel und am 30. Dezember 1988 wurde es in Dienst gestellt. Es sollte der elektronischen Aufklärung, Flugkörperverfolgung, Weltraumüberwachung und zur Kommunikation dienen.
Das Schiff hatte einen CONAS-Antrieb mit zwei KN-3-Druckwasserreaktoren und zwei konventionellen Dampfkesseln zum Erreichen der Höchstgeschwindigkeit oder als Antrieb bei Ausfall der Atomreaktoren. Der Kraftstoffvorrat für die konventionellen Dampfkessel reichte im letzteren Fall für eine Strecke von 1000 sm. Die Ural wurde der pazifischen Flotte zugewiesen, jedoch gab es keine genügend große Pier für dieses Schiff und so musste es vor der Küste mit laufenden Maschinen vor Anker gehen, um die Systeme und die Besatzung zu versorgen. Das Schiff ging nie auf Einsatzfahrt, so dass es nie sein geplantes Einsatzgebiet bei Kwajalein erreichte. Die leistungsfähige radioelektronische Ausrüstung begann allmählich zu verfallen. Im Jahr 1992 wurden die Reaktoren wegen Unterfinanzierung heruntergefahren. 2002 wurde das Schiff außer Dienst gestellt und 2010 zur Verschrottung in ein Dock gebracht.